# Fragata-pequena
A fragata-pequena (Fregata trinitatis), também conhecida como fragata-de-trindade, é uma ave suliforme da família Fregatidae endêmica da ilha de Trindade.

## Taxonomia
A fragata-pequena era anteriormente considerada uma subespécie do tesourão-pequeno (Fregata ariel), mas passou a ser considerada espécie plena.

## Descrição
Mede de 70 a 80 cm de comprimento e pesa de 625 a 995 gramas. O macho tem uma mancha branca em cada lado do corpo negro, enquanto a fêmea é reconhecida por apresentar um colar claro sobre o pescoço e o bico rosado.

## Alimentação
Alimenta-se basicamente de peixes.

## Conservação
A fragata-pequena está criticamente ameaçada de extinção, com apenas cerca de trinta indivíduos vivos. Isso ocorre porque a espécie constrói seu ninho sobre árvores na ilha de Trindade, mas estas foram drasticamente destruídas por queimadas e animais exóticos ali introduzidos. Além disso, as diferentes formas de poluição dos oceanos, tanto pelo despejo de esgotos e lixo como plástico, material tóxico e derrames de óleo que causam a morte de peixes, são outros fatores que levam a espécie a tal estado de conservação.
Há um projeto de construção de postes com plataformas para substituir momentaneamente as árvores, inclusive com aves falsas e sons para atrair as aves e estimular sua reprodução no local.